# Neptunusplan
Het Neptunusplan was het toekomstplan van De Lijn voor West-Vlaanderen tussen 2007 en 2022. 89 extra kilometer dubbel spoor voor trams, 20 extra busverbindingen en 40 bestaande busverbindingen zouden worden versterkt, maar door gebrek aan budget en beslissingen van de Vlaamse regering is dit plan niet uitgevoerd. Met dit extra aanbod wilde De Lijn het aantal West-Vlaamse reizigers verdubbelen. Neptunus vergde een investering van 430 miljoen euro.
| Plannen Vlaamse Overheid Openbaar Vervoer                                                                                    |
| Neptunusplan (W-Vl) Pegasusplan (Vlaamse Ruit) Spartacusplan (Limburg) Brabantnet (Brussel en Vl-B) START (Brussels Airport) |

Neptunus is een ideeënboek dat de lijnen voor de toekomst uitzet. Het aantal West-Vlaamse reizigers steeg de laatste vijf jaren met meer dan 70%, van 35,8 miljoen naar 63,5 miljoen. Om West-Vlaanderen een duurzaam, kwaliteitsvol en comfortabel alternatief voor de auto te kunnen blijven bieden, is een ambitieus openbaarvervoerplan broodnodig. De Lijn wil nog eens zoveel reizigers op de West-Vlaamse bussen en trams. Voor elk onderdeel van dit plan is de samenwerking met de steden, gemeenten en spoorwegen noodzakelijk."

## Kusttram versterken en verlengen
Op korte termijn (2007 – 2014) wil De Lijn de kwaliteit van de trambaan en toegankelijkheid van de haltes verbeteren. Daarnaast wordt gestreefd naar een frequentieverhoging op de drukke trajecten van het Kusttramnet.
Ook op langere termijn (2014 – 2022) wil Neptunus investeren in een betere frequentie en sneltrams. Daarnaast ambieert het plan tramverlengingen:
- van Koksijde tot Veurne
- van de Oostkust (Zeebrugge) naar Brugge (met eventuele verlenging tot in Torhout)
- van Oostende tot Brugge
- van De Panne of Veurne tot Duinkerke. Hiervoor is de samenwerking met de Franse overheid onontbeerlijk.

Bij deze tramverlengingen zal altijd worden onderzocht welk type voertuig het beste is: een Kusttram, een lightrailtram of lighttrain.
Voor de verbinding Koksijde - Veurne werd tijdens de Regering-Peeters II een plan-MER opgemaakt en werd de start van de exploitatie voorzien voor eind 2017. Door de regering-Bourgeois werd deze verbinding niet als prioritair geselecteerd en werd er voor de periode 2014 - 2019 enkel verder studiewerk in het vooruitzicht gesteld.
De andere verlengingen werden nog niet bestudeerd.

## Optimale verbindingen tussen en in de regio’s
Het toekomstplan wil ook de busverbindingen in de provincie verbeteren. Op de verschillende niveaus worden zo gunstig mogelijke trajecten uitgetekend.
- Interstedelijk niveau: dit gaat om de treinverbindingen tussen de steden. Vandaag bestaat er geen verbinding tussen Roeselare en de Vlaamse ruit. Het toekomstplan ziet twee alternatieven om deze missing link weg te werken. Via de ‘bocht van Gits’ kan een nieuwe spoorverbinding aangelegd worden tussen Roeselare en Gent. Roeselare en Gent kunnen ook mits herschikking van de dienstregeling en de frequentie een goede treinverbinding krijgen via Kortrijk. Zo worden dure infrastructuurwerken vermeden. Bovendien is de herschikking van de treindienstregeling een goeie gelegenheid om trein-, tram- en busverbindingen op elkaar af te stemmen. Dit onderdeel van het plan vergt grondig en constructief overleg tussen De Lijn en de NMBS.
- Interregionaal niveau: deze verbindingen zijn een aanvulling op de interstedelijke verbindingen. De Lijn wil op dit niveau ontbrekende buslijnen invullen zoals de verbinding tussen Roeselare en Waregem of provincie-overschrijdende trajecten naar Frankrijk of Henegouwen. Op dit niveau worden ook heel wat bestaande lijnen versterkt.
- Regionaal en voorstedelijk niveau: Op dit niveau wil het plan missing links tussen kleinere steden, woonzones en attractiepolen invullen en de voorstedelijke gebieden rond Brugge, Oostende, Roeselare en Kortrijk verbinden met de stad. Om dit te bereiken, zullen nieuwe verbindingen nodig zijn en zullen bestaande lijnen worden versterkt.
  - Voor Brugge betekent dit bijvoorbeeld een verdere optimalisatie van de voorstadslijnen richting Zedelgem, Oostkamp en Beernem.
  - In Roeselare wordt de kwaliteit van de buslijnen naar Hooglede, Staden, Moorslede, Ledegem, Izegem, Ingelmunster en Ardooie verbeterd.
  - In de regio rond Kortrijk worden de lijnen richting Wevelgem, Lendelede, Harelbeke, Waregem en Deerlijk verbeterd.
- Stedelijk niveau: Ook voor de stadsnetten tekende het plan de ideale situatie uit. Daarbij wordt proactief ingespeeld op nieuwe stadsontwikkelingen.
  - Voor Brugge voorziet het plan verbeteringen aan bestaande stadslijnen. De opsplitsing van stadslijn 11 zal zorgen voor een betere bediening van de wijken en attractiepolen. De omgeving van Kinepolis en de nieuwe KHBO-campus krijgen een aangepaste ontsluiting. Ook het noorden van Brugge (Blauwe Toren) moet in de toekomst vlotte verbindingen met het stadscentrum krijgen. Ten slotte zijn het avond- en nachtvervoer belangrijke aandachtspunten.
  - Oostende: Nieuwe woonwijken in en rond Stene Dorp en in het invloedsgebied van de stadslijn Steense Dijk alsook attractiepolen als Kinepolis, Sleuyter Arena of de ontwikkeling in Plassendale vragen om een grondige evaluatie en herschikking van de bestaande stadslijnen. Het plan voorziet eveneens de verbetering van het avond- en nachtvervoer.
  - Roeselare kreeg in juni nog een volledig vernieuwd stadsnet in kader van de basismobiliteit. Een permanente evaluatie en eventuele bijsturingen zijn hier dan ook essentieel. Daarnaast zal ook hier het avond- en nachtvervoer worden opgewaardeerd.
  - In Kortrijk zal ingespeeld worden op de nieuwe ontwikkelingen in het centrum en op Hoog Kortrijk. Omdat Kortrijk een studentenstad is, verdient het avond- en nachtvervoer hier extra aandacht.

## Investeringen: budgettair kader gecreëerd
Neptunus vergt een investering van 430 miljoen euro. Eens het plan op kruissnelheid draait, heeft het een jaarlijks exploitatiebudget van 135 miljoen euro nodig. De Vlaamse overheid creëerde reeds het budgettair kader voor grote openbaarvervoerprojecten. Nieuwe infrastructuurwerken zoals tramverlengingen kunnen via alternatieve financiering met PPS (Privaat Publieke Samenwerking) en Lijninvest worden gerealiseerd. Voor de uitbouw van stationsomgevingen en grote haltes bestaat het Fonds voor Stationsomgevingen. Vandaag voorziet dat Fonds al middelen voor de stationsomgevingen van Diksmuide, Ieper, Lichtervelde, Oostende, Roeselare, Tielt en Veurne. Later kunnen andere stationsomgevingen worden toegevoegd.
Netmanagement voorziet jaarlijks (tot 2009) 18 miljoen euro voor extra exploitatiekosten bij nieuwe openbaarvervoerprojecten. De projecten van Neptunus moeten dan ook worden opgenomen in de Vlaamse prioriteitenlijst. 
In 2007 startten in West-Vlaanderen deze projecten in kader van netmanagement:
- April: frequentieverhoging van de Kusttram tussen Oostende en Westende en betere avondfrequentie (tot na middernacht).
- Begin november: eerste sneltramritten tussen Nieuwpoort en Oostende (2 ritten in ochtendspits, in aansluiting met de IC-trein naar Eupen). De Lijn wilde zo in kader van het woon-werkverkeer en een vlottere bereikbaarheid van de NMBS-stations aanbieden. Sinds 2 februari 2015 werden deze sneltramritten (ook X-trams genoemd) terug vervangen door gewone ritten die aan alle haltes stoppen.

Projecten gestart in 2008:
- 7 januari: aslijn tussen Roeselare en Tielt (lijn 80).
- 7 januari: opwaardering en herschikking van de avondlijnen in Oostende en de randgemeenten.

## Neptunus past in doelstellingen De Lijn
De regels van het decreet netmanagement en de doelstellingen van het Mobiliteitsplan Vlaanderen werden opgenomen in het toekomstplan. Met deze principes werd rekening gehouden:
- Neptunus staat voor een geïntegreerd openbaarvervoersysteem. Dat wil zeggen dat het plan gebouwd is rond een goed functionerend knooppuntennetwerk van trein, tram, bus en belbus. Met een slimme selectie van knooppunten, wordt de reisweg korter. Een uitgekiende dienstregeling beperkt de wachttijden tot een minimum en aangepaste halte-infrastructuur maakt de overstappen vlotter. Voor reizen op langere afstand is ook de trein een belangrijke schakel in de openbaarvervoersketen. De medewerking van de spoorwegen is daarom noodzakelijk.
- Het plan wordt afgestemd op de ruimtelijke ordening en vice versa. Zo wordt actief ingespeeld op het verplaatsingsgedrag en de noden van de (potentiële) reizigers.
- Doorstroming is essentieel. Alleen als bus of tram voldoende voorrang krijgt en vlot kan doorrijden, kan openbaar vervoer een volwaardig alternatief zijn. Een vlotte doorstroming wordt alleen bereikt als de steden en gemeenten actief meewerken.
- Voldoende toegankelijke haltes zijn eveneens de verantwoordelijkheid van de steden en gemeenten. De Lijn zorgt op haar beurt voor toegankelijke voertuigen.
- Neptunus past de regels van netmanagement toe. In functie van de vervoersvraag wordt extra aandacht besteed aan de maximale bereikbaarheid van woonzones en attractiepolen. Afhankelijk van het soort verplaatsing legt netmanagement kwaliteitseisen op, bijvoorbeeld op vlak van comfort, commerciële snelheid en frequentie.